# Kidada Jones
Kidada Ann Jones (sinh ngày 22 tháng 3 năm 1974) là một nữ diễn viên người Mỹ, đồng thời cũng là một nhà thiết kế thời trang. Jones được biết đến nhiều nhất với tư cách nhà thiết kế cho Công ty Walt Disney, nơi mà cô được gọi là Kidada của Disney đối với những mẫu thời trang cao cấp. Jones là con gái của nhà soạn nhạc Quincy Jones và nữ diễn viên Peggy Lipton.

## Cuộc sống gia đình
Jones là con gái cả của nhà soạn nhạc/nhạc Quincy Jones và nữ diễn viên Peggy Lipton
Jones đã được sinh ra ở Los Angeles, California. Jones đã lớn lên ở Bel-Air, với em gái của cô Rashida Jones, người sau này đã trở thành một nữ diễn viên. Cha của cô là người Mỹ gốc Phi. Qua việc kiểm tra mẫu DNA và các nghiên cứu khác, ông có dòng máu lai với tỉ lệ là 1/3 mang dòng máu có nguồn gốc châu Âu và 2/3 còn lại có nguồn ngốc châu Phi. Mẹ của Jones là con gái của một nghệ sĩ và doanh nhân, cả hai đều là người Do Thái nhập cư từ Nga và Latvia. Jones đã tham dự các cuộc thi thiết kế thời trang và bán hàng tại Los Angeles. Năm 19 tuổi cô làm việc với nhà thiết kế Tommy Hilfiger.

## Nghề nghiệp
Kidada Jones bắt đầu làm việc như một người tạo mẫu cho cha cô, người thành lập tập chí Vibe . Cô được sự biết đến khi cô thiết kế phong cách của Michael Jackson cho ảnh bìa tạp chí Vibe vào năm 1995. Cô ấy đã được tuyển dụng và làm việc với nhà thiết kế Tommy Hilfiger, người đưa ra một chiến dịch quảng cáo thành công khi  tập trung vào Jones và một nhóm bạn của cô (bao gồm Aaliyah, Tamia, Kate Hudson, Nicole Richie, và Oliver Hudson). Cô đã làm việc như một nhà thiết kế tài ba trong tám năm. Jones cũng đã thiết kế một dòng quần áo cho Snoop Dogg trong ba năm. Jones cũng xuất hiện trong thời gian này như một người mẫu trong các tạp chí thời trang như Elle, Vogue, và Harper ' s Bazaar.
Kể từ năm 2005, Jones đã làm việc với công ty Walt Disney, thiết kế Kidada cho Disney thời trang cao cấp. Tạp chí W này được mô tả như " Một xu hướng thời trang dành cho người lớn " và nói rằng Jones hành vi "Một mắt xích giúp các cơ sở sản xuất xây dựng thương hiệu." Theo Jim Calhoun Disney phó tổng thống các sản phẩm tiêu dùng Bắc Mỹ, "Kidada không chỉ là một người luôn tạo ra những điều mới mẻ. Cô ấy thực sự có khả năng làm những điều tuyệt vời." Cô ấy cũng đã tham gia rất nhiều dự án khác.

## Hôn nhân và gia đình
Jones đã kết hôn với Jeffrey Nash từ năm 2003 cho đến năm 2006, và sau đó họ vẫn giữ mối quan hệ như bạn bè. Ông đề cập đến mối quan hệ gia đình tan vỡ , ông cũng đã đề cập đến những nguyên nhân tan vỡ qua cuốn sách, I Make My Own Rules. Cô ấy đã tái hôn với Tupac Shakur , vào thời điểm ông qua đời năm 1996.